# 亨里克·法格里·鲁克
亨里克·法格里·鲁克（挪威語：Henrik Fagerli Rukke，1996年10月20日—），挪威男子速度滑冰运动员，2023年世界速度滑冰锦标赛男子团体竞速赛铜牌得主、2024年世界单程距离速度滑冰锦标赛男子团体竞速赛铜牌得主。